# Theta de l'Ossa Major
Theta de l'Ossa Major (θ Ursae Majoris) és un estel de magnitud aparent +3,17 situat a la constel·lació de l'Ossa Major. Rep els noms, poc habituals, d'Al Haud i Sarir. D'altra banda, a la Xina era coneguda —al costat d'υ Ursae Majoris i φ Ursae Majoris— com Wan Chang, «la il·luminació literària». S'hi troba a 44 anys llum de distància del sistema solar.
Theta Ursae Majoris és un estel doble les components del qual —Theta Ursae Majoris A i B— estan separades 4,1 segons d'arc. Encara que no s'ha pogut observar moviment orbital algun, els dos estels es mouen juntes a través de l'espai, per la qual cosa el més probable és que existisca una relació física entre elles. La separació real entre elles pot ser de 94 ua.
Theta Ursae Majoris A és una subgegant blanc-groga de tipus espectral F6IV el diàmetre de la qual és aproximadament el doble del solar. La seva temperatura de 6.370 K i la seva lluminositat, 7,6 vegades major que la del Sol, permeten estimar la seva massa al voltant de 1,5 - 1,6 masses solars. La seua metal·licitat és inferior a la del Sol, al voltant d'un 60% de la mateixa. Theta Ursae Majoris A és, també, una binària espectroscòpica, amb un període orbital de només 371 dies. Res es coneix sobre l'estel que acompanya a la subggant.